# (10504) Doga
(10504) Doga est un astéroïde de la ceinture principale.

## Description
(10504) Doga est un astéroïde de la ceinture principale. Il fut découvert le 22 octobre 1987 à Naoutchnyï par Lioudmila Jouravliova. Il présente une orbite caractérisée par un demi-grand axe de 2,76 UA, une excentricité de 0,16 et une inclinaison de 5,7° par rapport à l'écliptique.

## Compléments